# Brit uralkodók házastársainak listája
Ez a lista a Nagy-Britanniai uralkodók házastársainak listája.

## Stuart-ház
| Uralkodói név Uralkodási ideje                                     | Portré | Címere | Született Felmenői | Házassága               | Elhunyt                            | Házastársa |
| ------------------------------------------------------------------ | ------ | ------ | --- | ----------------------- | ---------------------------------- | ---------- |
| Oldenburgi György Dániai György 1707. május 1. – 1708. október 28. |        |        | 1653. április 2. Koppenhága Oldenburg-házból származó III. Frigyes dán és norvég király és Hannoveri Zsófia Amália brunswick–lüneburgi hercegnő fia | 1683. július 28. London | 1708. október 28. London 55 évesen | Anna       |

## Hannover-ház
| Uralkodói név Uralkodási ideje                                                | Portré | Címere | Született Felmenői | Házassága                        | Elhunyt                                | Házastársa  |
| ----------------------------------------------------------------------------- | ------ | ------ | --- | -------------------------------- | -------------------------------------- | ----------- |
| Brandenburg–Ansbachi Karolina 1727. június 11. – 1737. november 20.           |        |        | 1683. március 1. Ansbach Hohenzollern-házból származó János Frigyes brandenburg–ansbachi őrgróf és Wettin Eleonóra szász–eisenachi hercegnő leánya                    | 1705. augusztus 22. Herrenhausen | 1737. november 20. London 54 évesen    | II. György  |
| Mecklenburg–Strelitzi Zsófia Sarolta 1761. szeptember 8. – 1818. november 17. |        |        | 1744. május 19. Mirow Mecklenburg–Strelitz-házból származó Károly mecklenburg–strelitzi herceg és Erzsébet Albertin szász–hildburghauseni hercegnő leánya             | 1761. szeptember 8. London       | 1818. november 17. London 74 évesen    | III. György |
| Braunschweig–Wolfenbütteli Karolina 1820. január 29. – 1821. augusztus 7.     |        |        | 1768. május 17. Braunschweig Braunschweig-házból származó Károly Vilmos Ferdinánd braunschweig–wolfenbütteli herceg és Hannoveri Aguszta brit királyi hercegnő leánya | 1795. április 8. London          | 1821. augusztus 7. London 53 évesen    | IV. György  |
| Szász–Meiningeni Adél 1830. június 26. – 1837. június 20.                     |        |        | 1792. augusztus 13. Meiningen Szász–Meiningen-házból származó I. György szász–meiningeni herceg és Lujza Eleonóra hohenlohe–langenburgi hercegnő leánya               | 1818. július 13. London          | 1849. december 2. London 57 évesen     | IV. Vilmos  |
| Szász–Coburg–Gothai Albert 1840. február 10. – 1861. december 14.             |        |        | 1819. augusztus 26. Coburg Szász–Coburg–Gothai-házból származó I. Ernő szász–coburg–gothai herceg és Lujza szász–gotha–altenburgi hercegnő fia                        | 1840. február 10. London         | 1861. december 14. Berkshire 42 évesen | Viktória    |

## Windsor-ház
| Uralkodói név Uralkodási ideje                                           | Portré | Címere | Született Felmenői | Házassága                 | Elhunyt                                        | Házastársa   |
| ------------------------------------------------------------------------ | ------ | ------ | --- | ------------------------- | ---------------------------------------------- | ------------ |
| Glücksburgi Alexandra Dániai Alexandra 1901. január 22. – 1910. május 6. |        |        | 1844. december 1. Koppenhága Glücksburg-házból származó IX. Keresztély dán király és Lujza hessen–kasseli hercegnő leánya | 1863. március 10. London  | 1925. november 20. Sandringham House 80 évesen | VII. Eduárd  |
| Teck Mária 1910. május 6. – 1936. január 20.                             |        |        | 1867. május 26. London Teck-házból származó Ferenc tecki herceg és Hannoveri Mária Adelaida cambridge-i hercegnő leánya   | 1893. július 6. London    | 1953. március 24. London 85 évesen             | V. György    |
| Bowes–Lyon Erzsébet 1936. december 11. – 1952. február 6.                |        |        | 1900. augusztus 4. London Claude Bowes–Lyon és Cecilia Cavendish-Bentinck leánya                                          | 1923. április 26. London  | 2002. március 30. London 101 évesen            | VI. György   |
| Mountbatten Fülöp Görögországi Fülöp 1952. február 6. – 2021. április 9. |        |        | 1921. június 10. Korfu Glücksburg-házból származó András görög és dán királyi herceg és Aliz battenbergi hercegnő fia     | 1947. november 20. London | 2021. április 9. Windsor 99 évesen             | II. Erzsébet |
| Camilla Shand                                                            |        |        | 1947. július 17. London Bruce Shand és Rosalind Cubitt leánya                                                             | 2005. április 9. Windsor  |                                                | III. Károly  |

### Várományos
| Név            | Portré | Címere | Született Felmenői                                                   | Házassága                | Elhunyt | Házastársa |
| -------------- | ------ | ------ | -------------------------------------------------------------------- | ------------------------ | ------- | ---------- |
| Kate Middleton |        |        | 1982. január 9. Reading Michael Middleton és Carole Goldsmith leánya | 2011. április 29. London |         | Vilmos     |